# 75 mm armata 75/32 Modello 37
Cannone da 75/32 modello 37 – włoska armata polowa skonstruowana w okresie międzywojennym.
W połowie lat 30. XX wieku armia włoska zaczęła modernizację posiadanej artylerii. Wśród wprowadzonych do uzbrojenia wzorów znalazła się nowa armata kalibru 75 mm która miała zastąpić pochodzące jeszcze sprzed I wojny światowej armaty modello 06 i 11. Armata modello 37 miała nowoczesna konstrukcję. Dwuogonowe łoże zapewniało szeroki kąt ostrzału w poziomie, a długa lufa wyposażona w hamulec wylotowy pozwalała na użycie działa w roli broni przeciwpancernej. Wadą działa było mocowanie ogonów łoża do ziemi przy pomocy wbijanych w ziemie klinów. Rozwiązanie to typowe dla dział włoskich z lat 30. wydłużało czas przejścia z położenia marszowego w bojowe i utrudniało zmianę kierunku strzelania.
Słabość włoskiego przemysłu zbrojeniowego sprawiła, że nie udało się zrealizować planów zastąpienia starszych armat kalibru 75 mm armatą modello 37 i do kapitulacji Włoch w 1943 występowały one równolegle w jednostkach.
Po kapitulacji Włoch duża liczba dział modello 37 została przejęta przez Wehrmacht. Otrzymały one oznaczenie 7,5 cm FK 248(i) i były używane przez jednostki niemieckie walczące we Włoszech oraz zwalczające partyzantkę w Jugosławii i Grecji.